# Nyarusagara
Nyarusagara är ett periodiskt vattendrag i Burundi.   Det ligger i provinsen Muramvya, i den centrala delen av landet, 40 km öster om huvudstaden Bujumbura.
Omgivningarna runt Nyarusagara är en mosaik av jordbruksmark och naturlig växtlighet. Runt Nyarusagara är det tätbefolkat, med 331 invånare per kvadratkilometer.